# 生方壮児
生方 壮児（、1908年〈明治41年〉3月29日 - 没年不詳）は、日本の俳優である。本名は生方 太吉（うぶかた たきち）。旧芸名は、生方 一平（うぶかた いっぺい）、生方 荘児、生方 壮二。東京府東京市出身。

## 来歴・人物
1908年3月29日、東京府東京市（現在の東京都）に生まれる。
旧制中学校中退後、本郷区（現在の文京区）にあった日本映画俳優学校に進学。卒業後は阪妻・立花・ユニヴァーサル聯合映画に入るが、1927年に解散。1928年2月に創立した河合プロダクション（後の河合映画社）に入社。生方一平名義で数本の映画に出演する。1931年、帝国キネマに移籍して、ここでも多くの作品に脇役として出演する。1934年、新興キネマ現代劇の大泉撮影所に移転するに伴い、芸名も生方壮児に改名。以後も多くの作品に助演した。
戦後は東宝に所属して多くの作品に出演するが、1957年に公開された本多猪四郎監督映画『地球防衛軍』などの特撮映画にも数本出演している。
1971年に公開された坂野義光監督映画『ゴジラ対ヘドラ』以後の消息は伝えられていない。没年不詳。

## 出演作品

### 映画
- 煩悩地獄（1928年）
- 暗殺団事件（1929年）
- 狂へる愛（1929年）
- 嘆きの小径（1929年）
- そば屋の小僧（1929年）
- 誘拐団（1929年）
- 濁流鬼（1929年）
- 貝殻一平 前篇（1929年） - すっぽんの定
- なま薪燻べて（1930年）
- 夫婦戦線異状なし（1930年）
- 地下室事件（1930年）
- 女（1930年）
- 特急恋愛（1930年）
- 怪物出現（1930年）
- 学生時代失恋日記 第一篇（1930年）
- 激浪（1930年）
- 大空軍（1931年）
- 紅のばら（1931年）
- 暴風警報（1931年）
- 何が彼女を殺したか（1931年） - 国分職工長
- 二十五年目の夜明け（1931年） - 盗賊団員・松田
- 噂の女（1931年） - 検事
- 死の餞別 井上中尉夫人（1932年） - 阪田少尉
- 鉄の花環 前篇 暴風を呼ぶもの（1932年） - ドン公
- 太平洋（1932年） - 将校・島根三郎
- 鉄の花環 後篇 相寄る魂（1932年） - ドン公
- 護国の鬼古賀連隊長（1932年） - 石野中尉
- 爆弾三勇士（1932年） - 江下武二一等兵
- 火の翼（1932年） - 浩三の親友
- 月魄（1932年） - 鍋島直樹
- 女夫波（1933年） - 椋山順三
- 警察官（1933年） - 橋本巡査
- 女人祭（1935年） - 与太者・亀卦川八郎
- 女流探訪記者（1935年） - 神山
- 王者目指して（1935年） - 応援団長
- 傷だらけのお秋（1935年） - 関
- 大地の愛 前後篇（1936年） - 検事
- お洒落快走艇（1936年） - 清助
- 東部暗黒街（1936年） - 柳壮太郎
- 暴風（1936年） - 新聞記者
- やきもち会議（1936年） - 兼公
- 町内の看板娘（1936年） - 銀行員・海野重吉
- 初島田（1937年） - 源公
- 美人の犯罪（1937年） - 安兵衛
- お龍妖艶記（1937年） - ヤチャベラ
- 乙女十九（1937年） - 権次
- 海軍爆撃隊（1937年） - 浩（海軍大尉）
- 強者の恋（1937年） - 笹屋の秋造
- 男の魂（1938年） - 雪岡一郎巡査
- 揺籃の歌（1938年） - 日野安吉
- 最後の審判（1938年） - 三枝検事
- 噫!南郷少佐（1938年） - 内藤一空曹
- 亜細亜の娘（1938年） - 上等兵
- 評判五人娘（1939年） - 刑事
- 紅痕（1939年） - 山路警部
- 白衣の兵隊（1939年） - 笠山上等兵
- 家なき娘（1939年） - 角兵衛獅子の親方
- 血の歓喜（1939年） - 部隊長
- 楽しき我が家（1939年） - 大友政吉（長崎屋酒店主）
- 父は九段の桜花（1939年） - 大塚保夫
- 街の花売娘（1939年） - 伍朗
- 快男児（1939年） - 手島泥川
- 荒野の妻（1940年） - 大沢湖月
- 情熱の翼（1940年）
- 私はお嬢様（1940年） - 新興商事会社社長
- 嵐に花は散らず（1940年） - 大館保太郎
- 水藻の花（1940年） - 行商人の善さん
- 夢みる娘（1940年） - 山本副校長
- 汪桃蘭の嘆き（1940年） - 鈴木
- 笑ふ父（1940年） - 近所の和田さん
- 南国絵巻（1941年） - 政治ゴロ・河野
- 猛獣使ひの姉妹（1941年） - 近藤上等兵
- 相寄る魂（1941年） - 駅長
- 大都会（1941年） - 宮田刑事
- くろがねの妻（1941年） - 柿本大尉
- 母の灯（1941年） - 写真屋・小川
- 舞ひ上る情熱（1941年） - 中隊長
- 逞しき愛情（1942年） - 冬吉
- 我が家の風（1943年） - 教官
- 叛乱（1954年） - 老看守・伊藤
- 放浪記（1954年） - 主任刑事
- 天上大風（1956年） - 森村捜査課長
- 歌う不夜城（1957年） - 編集長
- 大番（1957年） - そばや主人
  - 大番 完結篇（1958年） - ゴルフ場役員
- 「動物園物語」より 象（1957年） - 戸田動物園園長
- サラリーマン出世太閤記（1957年） - 重役
- 危険な英雄（1957年） - タバコ屋の主人
- 別れの茶摘歌姉妹篇 お姉さんと呼んだ人（1957年） - 試験所長
- 地球防衛軍（1957年） - 野田博士[出典 5]
- 変身人間シリーズ
  - 美女と液体人間（1958年） - 警視庁幹部[3][7]
  - 電送人間（1960年） - 捜査本部の刑事[要出典]
- 奴が殺人者だ（1958年） - 目黒の課長
- 大怪獣バラン（1958年） - 中尾警部[8]
- 狐と狸（1959年） - 農夫
- 社員無頼 怒号篇（1959年） - 総務部長
- 上役・下役・ご同役（1959年） - 竹内庄治
- 青い素肌（1960年） - 繁田創吉
- 夜の流れ（1960年）
- 悪い奴ほどよく眠る（1960年） - 建設会社社員
- 大坂城物語（1961年）
- 青い夜霧の挑戦状（1961年） - 仙石義雄
- 世界大戦争（1961年） - 文部大臣[3][9]
- 重役候補生No.1（1962年） - 和子の父
- 日本一の若大将（1962年） - 重役
- 女の歴史（1963年）
- クレージー映画
  - 香港クレージー作戦（1963年） - ハゲタ醤油社長
  - ホラ吹き太閤記（1964年） - 今川家武将・大工 [2役][注釈 1]
  - 花のお江戸の無責任（1964年） - 伯父
  - 大冒険（1965年） - 週刊トップ記者・秘密結社隊員・新幹線の乗客・日本艦隊参謀 [4役][要出典]
  - クレージーだよ奇想天外（1966年） - 床次議員
- 乱れる（1964年） - 列車の乗客
- ゴジラシリーズ
  - モスラ対ゴジラ（1964年） - 毎朝新聞社員[4]
  - 三大怪獣 地球最大の決戦（1964年） - 大臣[4]
  - 怪獣大戦争（1965年） - 政府関係者[4]
  - 怪獣総進撃（1968年） - 記者[4][注釈 1]
  - ゴジラ対ヘドラ（1971年） - 民衆[10][4]
- 君も出世ができる（1964年） - 箱根ホテルの客
- 恐怖の時間（1964年）
- 肉体の学校（1965年） - 元子爵
- 陽のあたる椅子（1965年） - 業務部長
- フランケンシュタイン対地底怪獣（1965年） - 記者[要出典][注釈 1]
- 100発100中（1965年） - ブルースワンプの客
- ひき逃げ（1966年）
- 狸の王様（1966年） - マンションの守衛
- 奇巌城の冒険（1966年） - ペシルの民
- フランケンシュタインの怪獣 サンダ対ガイラ（1966年） - 羽田空港避難民[3]・防衛庁長官・医師 [3役][要出典] [注釈 2][注釈 1]
- 乱れ雲（1967年）
- その人は昔（1967年） - あいつの父
- 東宝8.15シリーズ
  - 連合艦隊司令長官 山本五十六（1968年） - 宴席の男[要出典]
  - 激動の昭和史 軍閥（1970年）
- 愛のきずな（1969年） - エルムのマスター
- ゲゾラ・ガニメ・カメーバ 決戦!南海の大怪獣（1970年） - 飛行機乗客[要出典][注釈 1]

### テレビドラマ
- ウルトラQ（1966年）
  - 第2話「五郎とゴロー」 - 村人[注釈 1]
  - 第22話「変身」 - 警官隊隊長
- 快獣ブースカ 第32話「すてきな快獣の日」（1967年） - ラーメン屋の主人・三吉
- 昔三九郎 第1話「お命頂戴仕る」（1968年）